# Список физических величин
В метрологии различают понятия размерность физической величины  и единица физической величины. Размерность физической величины определяется используемой системой физических величин, которая представляет собой совокупность физических величин, связанных между собой зависимостями, и в которой несколько величин выбраны в качестве основных. Единица физической величины — это такая физическая величина, которой по соглашению присвоено числовое значение, равное единице. Системой единиц физических величин называют совокупность основных и производных единиц, основанную на некоторой системе величин. В расположенных ниже таблицах приведены физические величины и их единицы, принятые в Международной системе единиц (СИ), основанной на Международной системе величин.
| Основные величины             | Размерность | Символ  | Описание | Единица СИ                                           | Примечания                                             |
| ----------------------------- | ----------- | ------- | --- | ---------------------------------------------------- | ------------------------------------------------------ |
| Пространство                  | L, L², L³   | l, S, V | Протяжённость объекта в одном пространственном измерении. Площадь в двух пространственных измерениях Объём в трех пространственных измерениях | метр (м), метр квадратный [м²], метр кубический [м³] | Пространство является трёхмерной физической величиной. |
| Масса                         | M           | m       | Величина определяющая количество материи и пропорциональные ему инерционные и гравитационные свойства                                         | килограмм (кг)                                       | Экстенсивная величина                                  |
| Время                         | T           | t       | Продолжительность события. | секунда (с)                                          |                                                        |
| Сила тока                     | I           | I       | Протекающий в единицу времени заряд. | ампер (А)                                            |                                                        |
| Термодинамическая температура | Θ           | T       | Величина, пропорциональная средней кинетической энергии молекул тела.                                                                         | кельвин (К)                                          | Интенсивная величина                                   |
| Количество вещества           | N           | n       | Количество однотипных структурных единиц, из которых состоит вещество.                                                                        | моль (моль)                                          | Экстенсивная величина                                  |
| Сила света                    | J           | Iv      | Количество световой энергии, излучаемой в заданном направлении в единицу времени.                                                             | кандела (кд)                                         | Световая, экстенсивная величина                        |

| Производные величины        | Символ | Описание | Единица СИ                         | Примечания                                              |
| --------------------------- | ------ | --- | ---------------------------------- | ------------------------------------------------------- |
| Площадь                     | S      | Размер пространства ограниченного замкнутой линией и опирающейся на эту линию поверхностью                                   | м2                                 |                                                         |
| Объём                       | V      | Размер пространства заключённого в трёхмерном объекте                                                                        | м3                                 | экстенсивная величина                                   |
| Скорость                    | v      | Изменение положения тела в единицу времени                                                                                   | м/с                                | вектор                                                  |
| Ускорение                   | a      | Изменение скорости в единицу времени                                                                                         | м/с²                               | вектор                                                  |
| Импульс                     | p      | Количество движения тела | кг·м/с                             | экстенсивная, сохраняющаяся величина                    |
| Сила                        | F      | Мера взаимодействия материи                                                                                                  | кг·м/с2 (ньютон, Н)                | вектор                                                  |
| Механическая работа         | A      | Скалярное произведение силы и перемещения.                                                                                   | кг·м2/с2 (джоуль, Дж)              | скаляр                                                  |
| Энергия                     | E      | Способность тела или системы совершать работу.                                                                               | кг·м2/с2 (джоуль, Дж)              | экстенсивная, сохраняющаяся величина, скаляр            |
| Мощность                    | N      | Быстрота совершения работы.                                                                                                  | кг·м2/с3 (ватт, Вт)                |                                                         |
| Давление                    | p      | Сила, действующая на единицу площади поверхности перпендикулярно этой поверхности                                            | кг/(м·с2) (паскаль, Па)            | интенсивная величина                                    |
| Плотность                   | ρ      | Масса на единицу объёма. | кг/м3                              | интенсивная величина                                    |
| Поверхностная плотность     | ρA     | Масса на единицу площади. | кг/м2                              |                                                         |
| Линейная плотность          | ρl     | Масса на единицу длины. | кг/м                               |                                                         |
| Количество теплоты          | Q      | Энергия, передаваемая от одного тела к другому немеханическим путём                                                          | кг·м2/с2 (джоуль, Дж)              | скаляр                                                  |
| Электрический заряд         | q      | Способность тел быть источником электромагнитного поля и принимать участие в электромагнитном взаимодействии                 | А·с (кулон, Кл)                    | экстенсивная, сохраняющаяся величина                    |
| Напряжение                  | U      | Изменение потенциальной энергии, приходящееся на единицу заряда.                                                             | м2·кг/(с3·А) (вольт, В)            | скаляр                                                  |
| Электрическое сопротивление | R      | Сопротивление объекта прохождению электрического тока                                                                        | м2·кг/(с3·А2) (ом, Ом)             | скаляр в обычном случае, может быть тензорной величиной |
| Магнитный поток             | Φ      | Величина, учитывающая интенсивность магнитного поля и занимаемую им область.                                                 | кг·м2/(с2·А) (вебер, Вб)           |                                                         |
| Частота                     | ν      | Число повторений события за единицу времени.                                                                                 | с−1 (герц, Гц)                     |                                                         |
| Угол                        | α      | Величина изменения направления.                                                                                              | радиан (рад)                       |                                                         |
| Угловая скорость            | ω      | Скорость изменения угла. | с−1 (радиан в секунду)             |                                                         |
| Угловое ускорение           | ε      | Изменение угловой скорости в единицу времени                                                                                 | с−2 (радиан на секунду в квадрате) |                                                         |
| Момент инерции              | I      | Мера инертности объекта при вращении.                                                                                        | кг·м2                              | тензорная величина                                      |
| Момент импульса             | L      | Мера вращения объекта. | кг·м2/c                            | сохраняющаяся величина                                  |
| Момент силы                 | M      | Произведение силы на длину перпендикуляра, опущенного из точки на линию действия силы.                                       | кг·м2/с2                           | вектор                                                  |
| Телесный угол               | Ω      | Часть пространства, которая является объединением всех лучей, выходящих из данной точки и пересекающих некоторую поверхность | стерадиан (ср)                     |                                                         |